# Starrcade (1992)
Starrcade '92: BattleBowl/The Lethal Lottery II fue la décima edición de Starrcade, un evento de pago por visión producido por la World Championship Wrestling (WCW). El evento tuvo lugar el 28 de diciembre de 1992 desde el The Omni en Atlanta, Georgia.

## Resultados
- Dark match: Brad Armstrong derrotó a Shanghai Pierce (7:30)
  - Armstrong cubrió a Pierce después de un "Russian Legsweep".
- Van Hammer y Danny Spivey derrotaron a Johnny B. Badd y Cactus Jack (6:51)
  - Hammer cubrió a Jack.
- Big Van Vader y Dustin Rhodes derrotaron a Kensuke Sasaki y The Barbarian (6:56)
  - Rhodes cubrió a Barbarian.
- The Great Muta y Barry Windham derrotaron a Brian Pillman y 2 Cold Scorpio (6:59)
  - Muta cubrió a Scorpio.
- Steve Williams y Sting derrotaron a Jushin Liger y Erik Watts (9:08)
  - Williams cubrió a Watts.
- Shane Douglas y Ricky Steamboat derrotaron a Barry Windham y Brian Pillman reteniendo el Campeonato Mundial en Parejas de la NWA y de la WCW (20:02)
  - Douglas cubrió ad Windham.
- Sting derrotó a Big Van Vader ganando el torneo King of Cable (16:50)
  - Sting cubrió a Vader.
- Ron Simmons derrotó a Steve Williams por descalificación reteniendo el Campeonato Mundial Peso Pesado de la WCW (15:12)
- Masa Chono derrotó a The Great Muta reteniendo el Campeonato Mundial Peso Pesado de la NWA (12:49)
  - Chono forzó a Muta a rendirse con un "STF".
- The Great Muta ganó el BattleBowl battle royal (14:01)
  - Muta eliminó finalmente a Windham.
  - Los participantes fueron los ganadores de los 4 combates en parejas, es decir, Van Hammer, Danny Spivey, Big Van Vader, Dustin Rhodes, The Great Muta, Barry Windham, Steve Williams y Sting.